# Diecéze Avellino
Diecéze Avellino (latinsky Dioecesis Abellinensis) je římskokatolická nemetropolitní arcidiecéze v Itálii, která je součástí beneventské církevní provincie, tvořící součást církevní oblasti Kampánie. Katedrálou je kostel Nanebevzetí P. Marie v Avellinu.

## Stručná historie
Existenci diecéze je možné dokázat na sklonku 5. století.
Diecéze v Ariano Irpino je doložena v 10. století. Od roku 969, kdy se Benevento stalo metropolí, byla diecéze Avellino jeho sufragánní diecézí. V letech 1466–1818 byla diecéze aeque principaliter spojena s diecézí Frigento, která byla v roce 1818 zrušena a její území připojeno k diecézi avellinské.